# Campionato italiano di pugilato professionisti maschile dei pesi massimi
Campione attuale: Eduardo Giustini
Il Campionato italiano di pugilato pesi massimi organizzato dalla FPI, è la massima competizione pugilistica in Italia riservata ai pugili professionisti il cui peso è oltre i 90,718 kg. Gli atleti vincitori si fregiano del titolo di campione d'Italia dei pesi massimi.

La prima edizione si svolse a Valenza Po il 10 luglio 1910, quando Pietro Boine sconfisse Antonio Ferranti per knockout alla 3ª ripresa.

## Albo d'oro pesi massimi

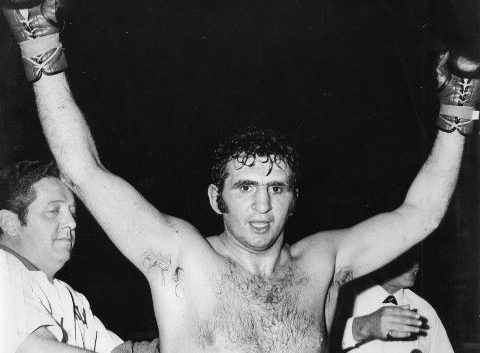
Dante Canè, detentore per 10 volte del titolo italiano dei pesi massimi

| Ed. | Data       | Luogo                | Campione d'Italia   | Verdetto       | Sfidante            |
| --- | ---------- | -------------------- | ------------------- | -------------- | ------------------- |
| 1   | 10/07/1910 | Valenza Po           | Pietro Boine        | KO 3           | Antonio Ferranti    |
| 2   | 15/06/1912 | Milano               | Pietro Boine        | KO 6           | Alessandro Valli    |
| 3   | 23/12/1913 | Milano               | Eugenio Pilotta     | KOT 3          | Pietro Boine        |
| 4   | 17/05/1919 | Milano               | Eugenio Pilotta     | SQ 1           | Carlo Negri         |
| 5   | 16/07/1919 | Milano               | Eugenio Pilotta     | KO 4           | Umberto Semprebene  |
| 6   | 19/08/1919 | Genova               | Giuseppe Spalla     | KOT (AB) 9     | Amedeo Piccoli      |
| 7   | 19/09/1919 | Milano               | Eugenio Pilotta     | KOT (AB) 5     | Carlo Negri         |
| 8   | 05/09/1920 | Milano               | Erminio Spalla      | KO 4           | Eugenio Pilotta     |
| 9   | 01/04/1922 | Roma                 | Giuseppe Spalla     | KO 11          | Mariano Barbaresi   |
| 10  | 25/09/1927 | Milano               | Riccardo Bertazzolo | KO 2           | Erminio Spalla      |
| 11  | 09/09/1928 | Milano               | Giacomo Panfilo     | PT 15          | Giuseppe Spalla     |
| 12  | 09/02/1930 | Firenze              | Roberto Roberti     | KO 4           | Luigi Buffi         |
| 13  | 26/01/1931 | Genova               | Innocente Baiguerra | KOT 10         | Giacomo Bergomas    |
| 14  | 24/04/1932 | Genova               | Innocente Baiguerra | SQ 6           | Michele Bonaglia    |
| 15  | 25/06/1932 | Genova               | Innocente Baiguerra | KO 1           | Michele Bonaglia    |
| 16  | 18/02/1935 | Genova               | Innocente Baiguerra | PT 12          | Sante De Leo        |
| 17  | 21/09/1935 | Livorno              | Innocente Baiguerra | PT 12          | Mario Lenzi         |
| 18  | 20/02/1936 | Tripoli              | Sante De Leo        | PT 12          | Innocente Baiguerra |
| 19  | 12/12/1940 | Milano               | Merlo Preciso       | SQ 9           | Gerolamo Giusto     |
| 20  | 26/07/1941 | Torino               | Luigi Musina        | KO 3           | Merlo Preciso       |
| 21  | 11/05/1943 | Milano               | Luigi Musina        | PT 12          | Giovanni Martin     |
| 22  | 30/04/1944 | Milano               | Giovanni Martin     | KO 6           | Merlo Preciso       |
| 23  | 23/12/1945 | Sanremo              | Duilio Spagnolo     | PT 12          | Giovanni Martin     |
| 24  | 19/05/1946 | Piacenza             | Duilio Spagnolo     | KOT (AB) 6     | Mentore Mazzali     |
| 25  | 08/07/1946 | Milano               | Luigi Musina        | SQ 4           | Duilio Spagnolo     |
| 26  | 08/09/1946 | Milano               | Duilio Spagnolo     | PT 12          | Luigi Musina        |
| 27  | 27/02/1947 | Lucca                | Gino Buonvino       | PT 12          | Mentore Mazzali     |
| 28  | 07/09/1947 | Roma                 | Enrico Bertola      | PT 12          | Giovanni Martin     |
| 29  | 29/11/1947 | Carrara              | Enrico Bertola      | KO 1           | Gerolamo Giusto     |
| 30  | 01/04/1949 | Milano               | Alfredo Oldoini     | PT 12          | Mentore Mazzali     |
| 31  | 19/10/1949 | La Spezia            | Alfredo Oldoini     | PT 12          | Fausto Rossi        |
| 32  | 24/05/1950 | Milano               | Giorgio Milan       | KOT (AB) 5     | Alfredo Oldoini     |
| 33  | 14/04/1951 | Milano               | Giorgio Milan       | PARI 12        | Gino Buonvino       |
| 34  | 28/04/1952 | Ferrara              | Uber Bacilieri      | PT 12          | Giorgio Milan       |
| 35  | 15/10/1954 | Milano               | Francesco Cavicchi  | KOT (AB) 10    | Uber Bacilieri      |
| 36  | 25/02/1956 | La Spezia            | Antonio Crosia      | PT 12          | Aldo Pellegrini     |
| 37  | 20/08/1956 | Ferrara              | Uber Bacilieri      | PT 12          | Antonio Crosia      |
| 38  | 10/04/1957 | Bergamo              | Uber Bacilieri      | PARI 12        | Federico Friso      |
| 39  | 16/08/1957 | Messina              | Uber Bacilieri      | PT 12          | Antonio Crosia      |
| 40  | 14/12/1957 | Lavis                | Uber Bacilieri      | PT 12          | Federico Friso      |
| 41  | 15/06/1958 | Bologna              | Mario De Persio     | KOT 10         | Uber Bacilieri      |
| 42  | 28/06/1959 | Saint-Vincent        | Bruno Scarabellin   | KOT 8          | Massimo Zanaboni    |
| 43  | 21/03/1960 | Bologna              | Bruno Scarabellin   | KOT 10         | Vittorio Stagni     |
| 44  | 11/06/1960 | Cagliari             | Federico Friso      | KO 3           | Bruno Scarabellin   |
| 45  | 14/05/1961 | Padova               | Rocco Mazzola       | PT 12          | Federico Friso      |
| 46  | 02/10/1961 | Bologna              | Rocco Mazzola       | PARI 12        | Francesco Cavicchi  |
| 47  | 22/12/1961 | Torino               | Rocco Mazzola       | PT 12          | Federico Friso      |
| 48  | 17/03/1962 | Bologna              | Francesco Cavicchi  | PT 12          | Rocco Mazzola       |
| 49  | 31/05/1962 | Brescia              | Sante Amonti        | SQ 5           | Francesco Cavicchi  |
| 50  | 13/10/1962 | Roma                 | Sante Amonti        | KOT (AB) 3     | Giacomo Bozzano     |
| 51  | 24/05/1964 | Brescia              | Sante Amonti        | PT 12          | Piero Tomasoni      |
| 52  | 22/01/1965 | Roma                 | Sante Amonti        | KOT (AB) 8     | Benito Penna        |
| 53  | 11/06/1965 | Roma                 | Sante Amonti        | KOT (IM) 10    | Giuseppe Migliari   |
| 54  | 05/11/1965 | Milano               | Piero Tomasoni      | KO 9           | Sante Amonti        |
| 55  | 29/04/1966 | Roma                 | Piero Tomasoni      | SQ 10          | Giorgio Masteghin   |
| 56  | 29/03/1967 | Torino               | Piero Tomasoni      | PT 12          | Dante Canè          |
| 57  | 11/06/1969 | Sanremo              | Dante Canè          | PT 12          | Piero Tomasoni      |
| 58  | 01/12/1969 | Bologna              | Dante Canè          | KOT (IM) 8     | Piero Tomasoni      |
| 59  | 15/05/1970 | Bologna              | Bepi Ros            | KO 11          | Dante Canè          |
| 60  | 18/11/1970 | Torino               | Mario Baruzzi       | PT 12          | Bepi Ros            |
| 61  | 23/04/1971 | Bologna              | Bepi Ros            | KOT 12         | Mario Baruzzi       |
| 62  | 02/10/1971 | Bologna              | Dante Canè          | PT 12          | Bepi Ros            |
| 63  | 26/12/1971 | Reggio Emilia        | Armando Zanini      | SQ 5           | Dante Canè          |
| 64  | 18/03/1972 | Sirmione             | Bepi Ros            | KOT (AB) 7     | Armando Zanini      |
| 65  | 08/07/1972 | Conegliano Veneto    | Bepi Ros            | PT 12          | Dante Canè          |
| 66  | 26/12/1972 | Roma                 | Bepi Ros            | KOT (IM) 4     | Mario Baruzzi       |
| 67  | 25/07/1973 | Rapallo              | Mario Baruzzi       | PT 12          | Dante Canè          |
| 68  | 22/02/1974 | Reggio Emilia        | Dante Canè          | KOT (AB) 10    | Armando Zanini      |
| 69  | 26/07/1974 | Conegliano Veneto    | Dante Canè          | PARI 12        | Bepi Ros            |
| 70  | 26/05/1975 | Milano               | Lorenzo Zanon       | PT 12          | Bepi Ros            |
| 71  | 24/10/1975 | Milano               | Dante Canè          | KOT 8          | Lorenzo Zanon       |
| 72  | 26/12/1975 | Bologna              | Dante Canè          | PT 12          | Benito Penna        |
| 73  | 09/04/1976 | Reggio Emilia        | Dante Canè          | SQ 6           | Mario Baruzzi       |
| 74  | 30/09/1976 | Reggio Emilia        | Dante Canè          | PT 12          | Bepi Ros            |
| 75  | 05/03/1977 | Rimini               | Alfio Righetti      | PT 12          | Dante Canè          |
| 76  | 07/05/1977 | Rimini               | Alfio Righetti      | PT 12          | Mario Baruzzi       |
| 77  | 03/12/1977 | Montecchio Maggiore  | Dante Canè          | PT 12          | Giacinto Cattani    |
| 78  | 02/02/1979 | Milano               | Giovanni De Luca    | PT 12          | Rinaldo Pelizzari   |
| 79  | 03/08/1979 | Toscolano Maderno    | Giovanni De Luca    | KOT (IM) 9     | Rinaldo Pelizzari   |
| 80  | 24/11/1979 | Ascoli Piceno        | Giovanni De Luca    | PT 12          | Vasco Faustinho     |
| 81  | 18/05/1980 | Boscotrecase         | Giovanni De Luca    | PT 12          | Rinaldo Pelizzari   |
| 82  | 17/08/1980 | Norcia               | Domenico Adinolfi   | PT 12          | Giovanni De Luca    |
| 83  | 26/12/1980 | Piacenza             | Domenico Adinolfi   | KOT (AB) 9     | Vincenzo Pesapane   |
| 84  | 30/10/1981 | Novara               | Domenico Adinolfi   | PT 12          | Giovanni De Luca    |
| 85  | 18/12/1981 | Pesaro               | Domenico Adinolfi   | PT 12          | Daniele Laghi       |
| 86  | 12/03/1982 | Roseto degli Abruzzi | Domenico Adinolfi   | PT 12          | Rinaldo Pelizzari   |
| 87  | 29/10/1982 | Brindisi             | Daniele Laghi       | KO 7           | Guido Trane         |
| 88  | 25/02/1983 | Trapani              | Daniele Laghi       | PT 12          | Claudio Cassanelli  |
| 89  | 03/06/1983 | Portoferraio         | Daniele Laghi       | PT 12          | Rinaldo Pelizzari   |
| 90  | 04/11/1983 | Bergamo              | Angelo Rottoli      | KOT (IM) 8     | Daniele Laghi       |
| 91  | 30/03/1984 | Bergamo              | Angelo Rottoli      | PT 12          | Guido Trane         |
| 92  | 18/08/1984 | Gargnano             | Angelo Rottoli      | KOT 11         | Rinaldo Pelizzari   |
| 93  | 21/12/1984 | Bergamo              | Angelo Rottoli      | PARI 12        | Guido Trane         |
| 94  | 20/06/1985 | Verceia              | Angelo Rottoli      | PT 12          | Guido Trane         |
| 95  | 19/06/1986 | Senigallia           | Guido Trane         | KOT (IM) 3     | Stefano Vassallo    |
| 96  | 28/12/1986 | Capo d’Orlando       | Guido Trane         | KO 12          | Cesare Di Benedetto |
| 97  | 19/06/1987 | Camaiore             | Guido Trane         | KOT (IM) 7     | Stefano Vassallo    |
| 98  | 14/07/1989 | San Vincenzo         | Stefano Vassallo    | SQ 4           | Cesare Di Benedetto |
| 99  | 17/07/1991 | Abbiategrasso        | Biagio Chianese     | KOT 6          | Cesare Di Benedetto |
| 100 | 09/11/1995 | Battipaglia          | Francesco Spinelli  | KO 5           | Vincenzo Cantatore  |
| 101 | 18/04/1996 | Montevarchi          | Vincenzo Cantatore  | KOT (IM) 11    | Francesco Spinelli  |
| 102 | 29/03/1997 | Afragola             | Francesco Spinelli  | PT 12          | Carlo Tredici       |
| 103 | 25/09/1997 | Castel Mella         | Francesco Spinelli  | KOT (IM) 8     | Carlo Tredici       |
| 104 | 14/03/1998 | Rodengo Saiano       | Francesco Spinelli  | KOT 2          | Salvatore Inserra   |
| 105 | 20/03/1999 | Taranto              | Vincenzo Rossitto   | KOT 8          | Salvatore Inserra   |
| 106 | 27/08/1999 | Cerreto Laghi        | Vincenzo Rossitto   | PT 10          | Nino Fiumana        |
| 107 | 30/11/1999 | Siracusa             | Vincenzo Rossitto   | KOT 5          | Salvatore Inserra   |
| 108 | 19/04/2002 | Udine                | Paolo Vidoz         | KOT (AB) 6     | Alessandro Guni     |
| 109 | 16/12/2011 | Rezzato              | Matteo Modugno      | PT 10          | Paolo Vidoz         |
| 110 | 18/05/2012 | Macloio              | Matteo Modugno      | KOT 3          | Rosario Guglielmino |
| 111 | 23/08/2013 | Salò                 | Matteo Modugno      | KOT 6          | Fabio Tuiach        |
| 112 | 20/07/2014 | Sequals              | Matteo Modugno      | SQ 6           | Gianluca Mandras    |
| 113 | 13/12/2014 | Trieste              | Fabio Tuiach        | SQ 9           | Gianluca Mandras    |
| 114 | 13/06/2015 | Brescia              | Salvatore Erittu    | PT 10          | Fabio Tuiach        |
| 115 | 16/06/2016 | Marcianise           | Gianluca Mandras    | PT 10          | Sergio Romano       |
| 116 | 21/07/2017 | Cassino              | Gianmarco Cardillo  | PARI TECNICO 3 | Ivan Di Berardino   |